# Barrow (cràter)

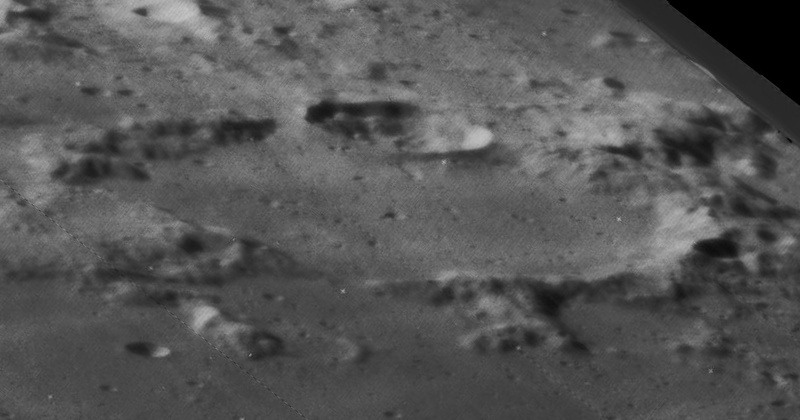
Fotografia de la missió Lunar Orbiter 4 (1967)

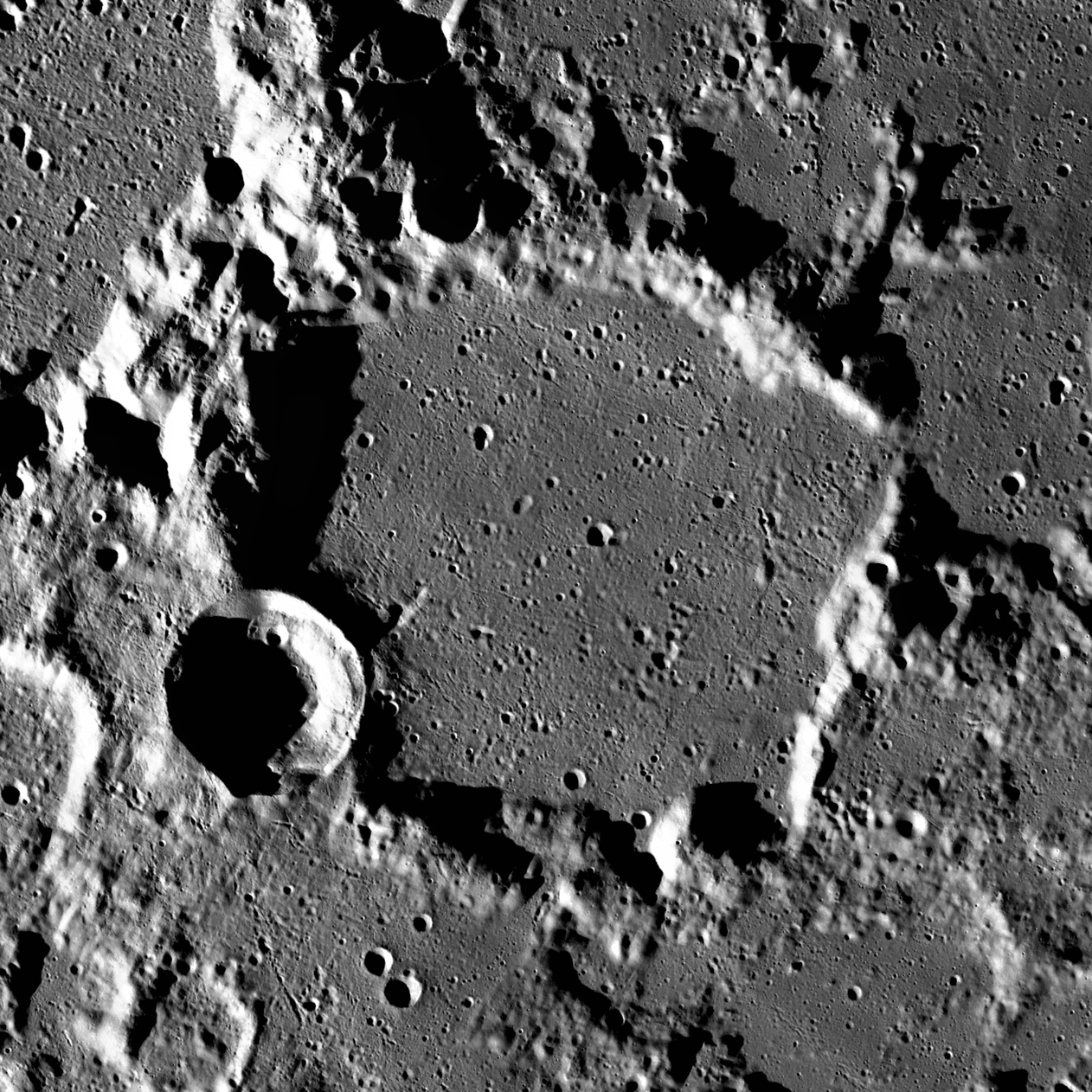
Fotografia de la missió Lunar Reconnaissance Orbiter

Barrow és un vell cràter d'impacte que es troba prop de l'extremitat nord de la Lluna, entre el cràter Goldschmidt situat cap al nord-oest i el cràter de contorn irregular Metó cap al nord-est. Al sud-oest es troba W. Bond.
La paret exterior de Barrow ha estat fortament erosionada per impactes posteriors, deformada per cràters posteriors que han envaït el seu contorn. Com a resultat, la vora apareix com un anell de pujols arrodonits i pics que envolten l'interior pla. El cràter satèl·lit més jove és Barrow A, que travessa el bord sud-oest. En l'extrem oriental del cràter existeix un espai estret en la vora que s'uneix per sota al cràter Metó. La vora aconsegueix la seva màxima altura i s'estén en el nord-oest, on s'uneix a Goldschmidt.

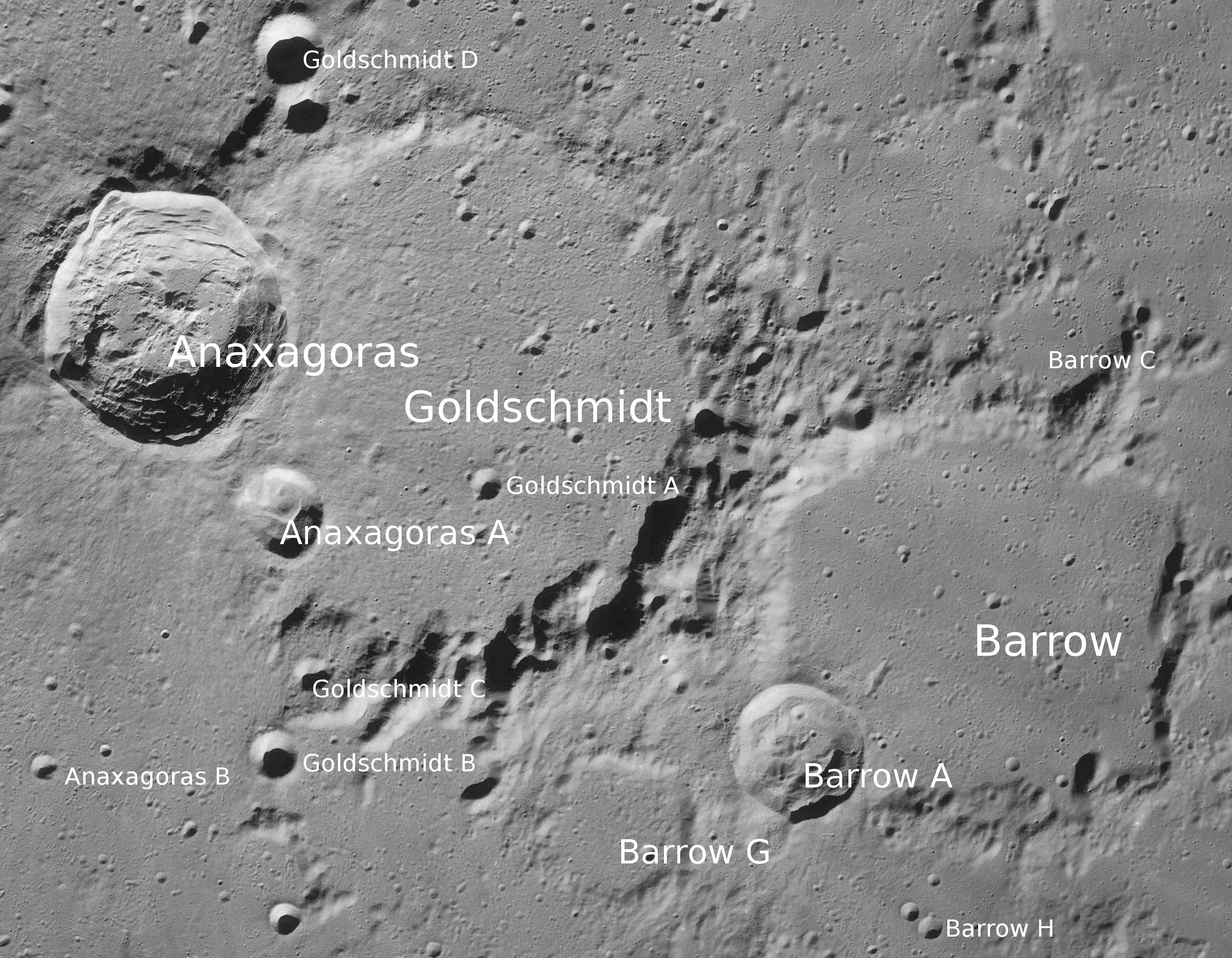
Fotografia de la missió Lunar Reconnaissance Orbiter

L'interior de Barrow ha ressorgit per fluxos de lava, deixant una superfície plana marcada per molts petits cràters, i rastres febles del sistema de marques radials del cràter Anaxàgores en el costat oest, que ocupen el sòl de Barrow.

## Cràters satèl·lit
Per convenció aquestes característiques són identificades en mapes lunars posant la lletra en el costat del cràter punt mitjà que està més prop de Barrow.
|        | \| Barrow \| Coordenades \| Diàmetre \| \| ------ \| ------------------------------------ \| -------- \| \| A \| 70° 30′ N, 3° 48′ E / 70.5°N,3.8°E \| 28 km \| \| B \| 70° 06′ N, 10° 30′ E / 70.1°N,10.5°E \| 16 km \| \| C \| 73° 06′ N, 11° 06′ E / 73.1°N,11.1°E \| 29 km \| \| E \| 68° 54′ N, 3° 18′ E / 68.9°N,3.3°E \| 18 km \| \| F \| 69° 06′ N, 1° 48′ E / 69.1°N,1.8°E \| 19 km \| \| G \| 70° 06′ N, 0° 12′ E / 70.1°N,0.2°E \| 30 km \| \| H \| 69° 12′ N, 6° 00′ E / 69.2°N,6.0°E \| 5 km \| \| K \| 69° 12′ N, 11° 48′ E / 69.2°N,11.8°E \| 46 km \| \| M \| 67° 36′ N, 9° 12′ E / 67.6°N,9.2°E \| 6 km \| |          |
| Barrow | Coordenades | Diàmetre |
| A      | 70° 30′ N, 3° 48′ E / 70.5°N,3.8°E | 28 km    |
| B      | 70° 06′ N, 10° 30′ E / 70.1°N,10.5°E | 16 km    |
| C      | 73° 06′ N, 11° 06′ E / 73.1°N,11.1°E | 29 km    |
| E      | 68° 54′ N, 3° 18′ E / 68.9°N,3.3°E | 18 km    |
| F      | 69° 06′ N, 1° 48′ E / 69.1°N,1.8°E | 19 km    |
| G      | 70° 06′ N, 0° 12′ E / 70.1°N,0.2°E | 30 km    |
| H      | 69° 12′ N, 6° 00′ E / 69.2°N,6.0°E | 5 km     |
| K      | 69° 12′ N, 11° 48′ E / 69.2°N,11.8°E | 46 km    |
| M      | 67° 36′ N, 9° 12′ E / 67.6°N,9.2°E | 6 km     |